# Vilde Ingstad
Vilde Mortensen Ingstad (ur. 18 grudnia 1994 roku w Oslo) – norweska piłkarka ręczna, reprezentantka kraju. Gra na pozycji obrotowej. W drużynie narodowej zadebiutowała 9 października 2014 roku w meczu przeciwko reprezentacji Brazylii. Obecnie występuje w Duńskim Team Esbjerg.

## Sukcesy reprezentacyjne
- Mistrzostwa Świata:
  -  2017
- Mistrzostwa Europy:
  -  2016